# Zebra stepowa

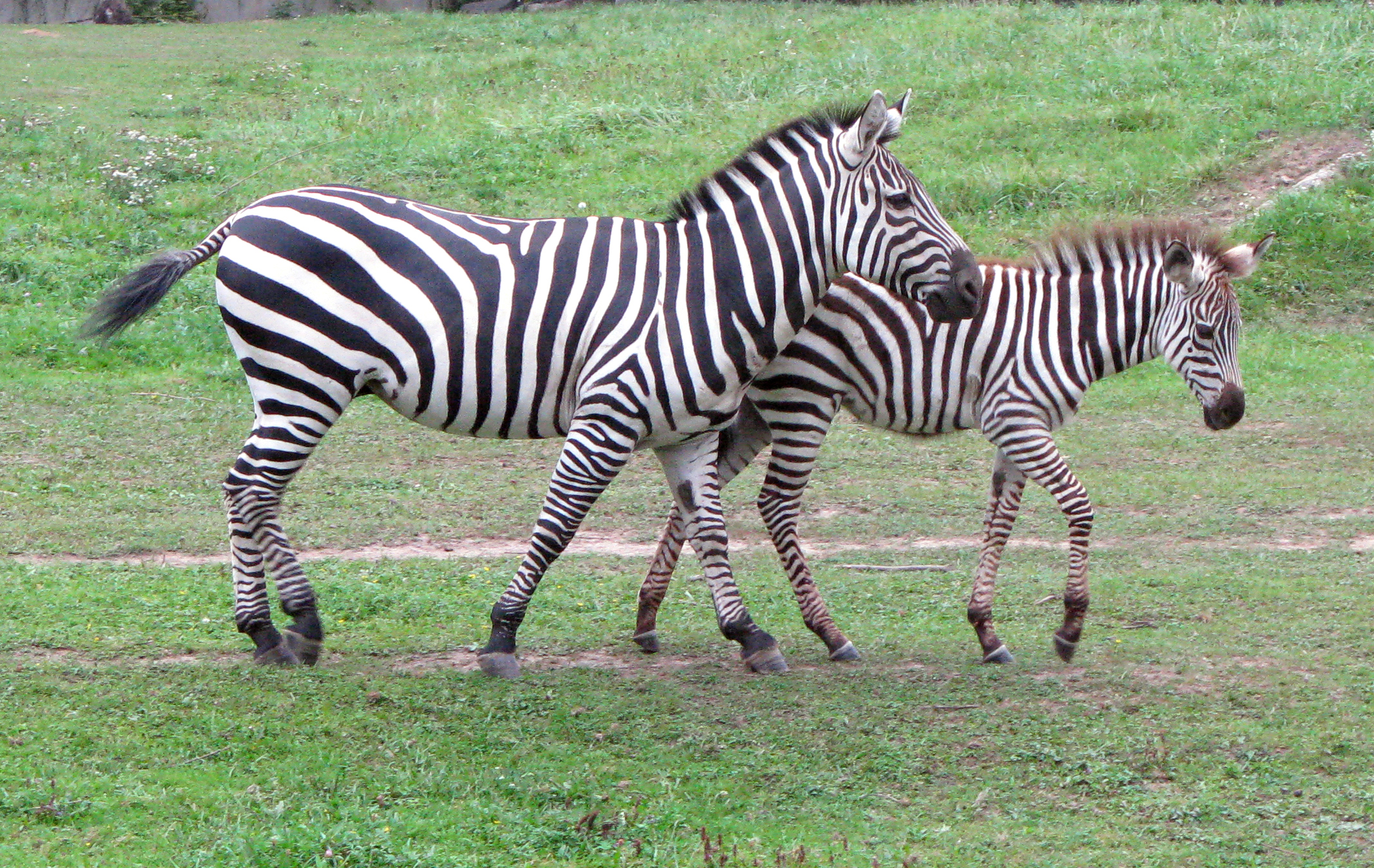
Samica i źrebię zebry równikowej w Ogrodzie zoologicznym w Opolu

Zebra stepowa (Equus quagga) – gatunek ssaka z rodziny koniowatych, najliczniejszy gatunek zebry. Często spotykany w ogrodach zoologicznych, również w Polsce. Jest uznawany za bliski zagrożenia wyginięciem.

## Systematyka
Wcześniej E. quagga quagga i E. burchelli burchellii klasyfikowane były jako odrębne gatunki. Na skutek rewizji podgatunków E. quagga w 2004. uznaje się, że są to podgatunki zebry stepowej.
W obrębie Equus quagga wyróżnia się sześć podgatunków:
- zebra równikowa (Equus q. boehmi)
- zebra sawannowa (Equus q. borensis)
- zebra damarska (Equus q. burchelli)
- zebra pręgonoga (Equus q. chapmani)
- zebra równinna (Equus q. crawshayi)
- zebra kwagga (†Equus q. quagga) podgatunek wymarły – ostatni osobnik padł 12 sierpnia 1883 roku w zoo w Amsterdamie.

Podgatunki różnią się od siebie nieznacznie ubarwieniem i wzorem pasów.
Podgatunkiem nominatywnym była wymarła zebra kwagga.

## Dane liczbowe
- wysokość w kłębie: 1,25–1,4 m
- długość: 2,3 m
- waga: 220–300 kg
- ciąża: 1 rok
- liczba młodych: 1
- dojrzałość płciowa: do 4 roku życia
- pożywienie: roślinożerna
- może rozpędzić się do prędkości 60 km/h
- długość życia: 30–35 lat

## Występowanie
Występuje na sawannach i stepach w południowo-wschodniej Afryce, od południowej Etiopii do wschodniej Republiki Południowej Afryki.

## Odżywianie
Roślinożerne, głównym pożywieniem są trawy.

## Rozmnażanie i życie społeczne
Zebry stepowe osiągają dojrzałość płciową w wieku do 4 lat. Ciąża trwa około 375 dni.
Zebry te, podobnie jak większość koniowatych, żyją w stadach.
Stado składa się z ogiera, kilku samic i potomstwa.

## Zagrożenia i ochrona
Od 2016 roku zebra stepowa jest uznawana za gatunek bliski zagrożenia wyginięciem, wcześniej była uznawana za gatunek najmniejszej troski. Zmiana kategorii wiąże się ze zmniejszeniem liczebności o 24% od 2002 roku; z siedemnastu zamieszkiwanych krajów populacje zmalały w dziesięciu. W wielu z nich zebry stepowe żyją niemal wyłącznie w obszarach chronionych, poza którymi są zabijane dla skór i mięsa.

## Gatunki pokrewne
- zebra górska
- zebra pręgowana